# كو ينغ جو
كو ينغ جو (في الصينية: 郭影秋؛ 1909-1985) سياسي ومربي صيني.
ولد كو ينغ جو في مقاطعة تونغشان في عام 1909. كان حاكم اقليم يونان ورئيس جامعة نانجينغ وجامعة رينمين الصينية.

## روابط خارجية
- مقدمة إلى كو ينغ جو